# Бун (река)
Бун (англ. Boone River) — река в северной части штата Айова (США), левый приток реки Де-Мойн, которая, в свою очередь, является притоком Миссисипи. Длина реки Бун составляет 179 км.

## География

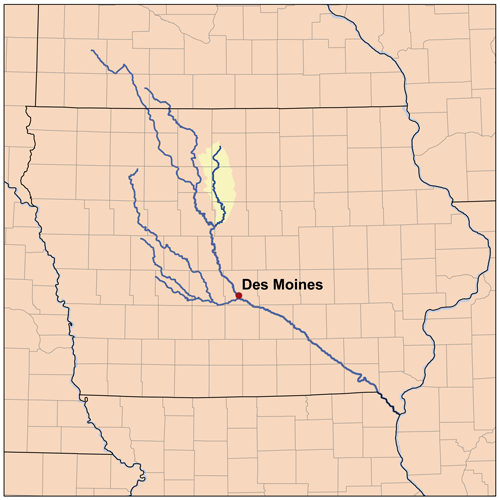
Бассейн реки Бун на карте Айовы

Исток реки Бун находится в округе Ханкок (Айова), на высоте около 387 м, вблизи города Бритт. После этого река течёт преимущественно в южном направлении, протекая по айовским округам Ханкок, Райт, Уэбстер и Гамильтон. На высоте 342 м в реку Бун впадает левый приток Ист-Бранч-Бун-Ривер (англ. East Branch Boone River), на высоте 331 м — левый приток Оттер-Крик (англ. Otter Creek), на высоте 318 м — левый приток Игл-Крик (англ. Eagle Creek), на высоте 310 м — левый приток Уайт-Фокс-Крик (англ. White Fox Creek), на высоте 309 м — левый приток Лайонс-Крик (англ. Lyons Creek), на высоте 308 м — правый приток Бруэрс-Крик (англ. Brewers Creek), и на высоте 285 м — правый приток Прери-Крик (англ. Prairie Creek). Река Бун впадает в реку Де-Мойн на высоте 279 м в округе Гамильтон.
Площадь водосборного бассейна реки Бун — около 2350 км². Помимо округов, по которым протекает река Бун, её бассейн также охватывает айовские округа Коссут и Гумбольдт, по которым протекает её приток Прери-Крик.
Средний расход воды в реке Бун вблизи города Уэбстер-Сити — 14,2 м³/c (по усреднённым данным 1941—2013 годов).

## Фауна
В реке Бун и её притоках водятся Luxilus cornutus, чёрный толстоголов (Pimephales promelas), чёрный сомик (Ameiurus melas), Lepomis humilis, зелёный солнечник (Lepomis cyanellus), северный семотилус (Semotilus atromaculatus), ручьевая колюшка (Eucalia inconstans), тупоносый толстоголов (Pimephales notatus), белый чукучан (Catostomus commersonii), черноносый ринихт (Rhinichthyes atratulus), палевый нотропис (Notropis stramineus), необычная кампостома (Campostoma anomalum), большеротый ноторпис (Notropis dorsalis), рогатый нокомис (Nocomis biguttatus), обыкновенный карп (Cyprinus carpio), Notropis topeka, чёрная этеостома (Etheostoma nigrum), золотой нотемигонус (Notemigonus crysoleucus), розовый нотропис (Notropis rubellus), золотистая моксостома (Moxostoma erythurum), гибонатус Ханкинсона (Hybognathus hankinsoni), синежаберный солнечник (Lepomis macrochirus), Cyprinella spiloptera, большеротый окунь (Micropterus salmoides), красноглазый каменный окунь (Ambloplites rupestris), малоротый окунь (Micropterus dolomieu), чёрный чукучан-свинья (Hypentelium nigricans), Etheostoma zonale, тонкохвостая этеостома (Etheostoma flabellare), Noturus flavus, канальный сомик (Ictalurus punctatus), белый краппи (Pomoxis annularis) и другие рыбы.

## Мосты
Через реку Бун сооружено несколько мостов, по которым, в частности, проходят федеральные автомобильные трассы US 18 и US 20. В округе Райт (немного севернее Голдфилда) реку Бун пересекает 39-метровый мост Бун-Ривер. Этот мост, построенный в 1912 году, включён в Национальный регистр исторических мест США.